# Apa Asău
Apa Asău (wymowaⓘ) – wieś w Rumunii, w okręgu Bacău, w gminie Asău. W 2011 roku liczyła 1439 mieszkańców.